# حزب العمال الديمقراطي الاشتراكي السويدي
حزب العمال الديمقراطي الاجتماعي السويدي هو حزب سياسي ديمقراطي اجتماعي في السويد.
تأسس عام 1889 بمساهمة خاصة من كارل هايلمار برانتينج وأوغست بالم. حصل الحزب في الانتخابات البرلمانية لعام 2006 على 1942625 صوت (34.99%, 130 مقعد) وله 5 مقاعد في البرلمان الأوروبي.
رئيس الحزب حاليا هي ماغدالينا أندرسون.

## مواقع خارجية
- www.sap.se